# Nhà cao tầng

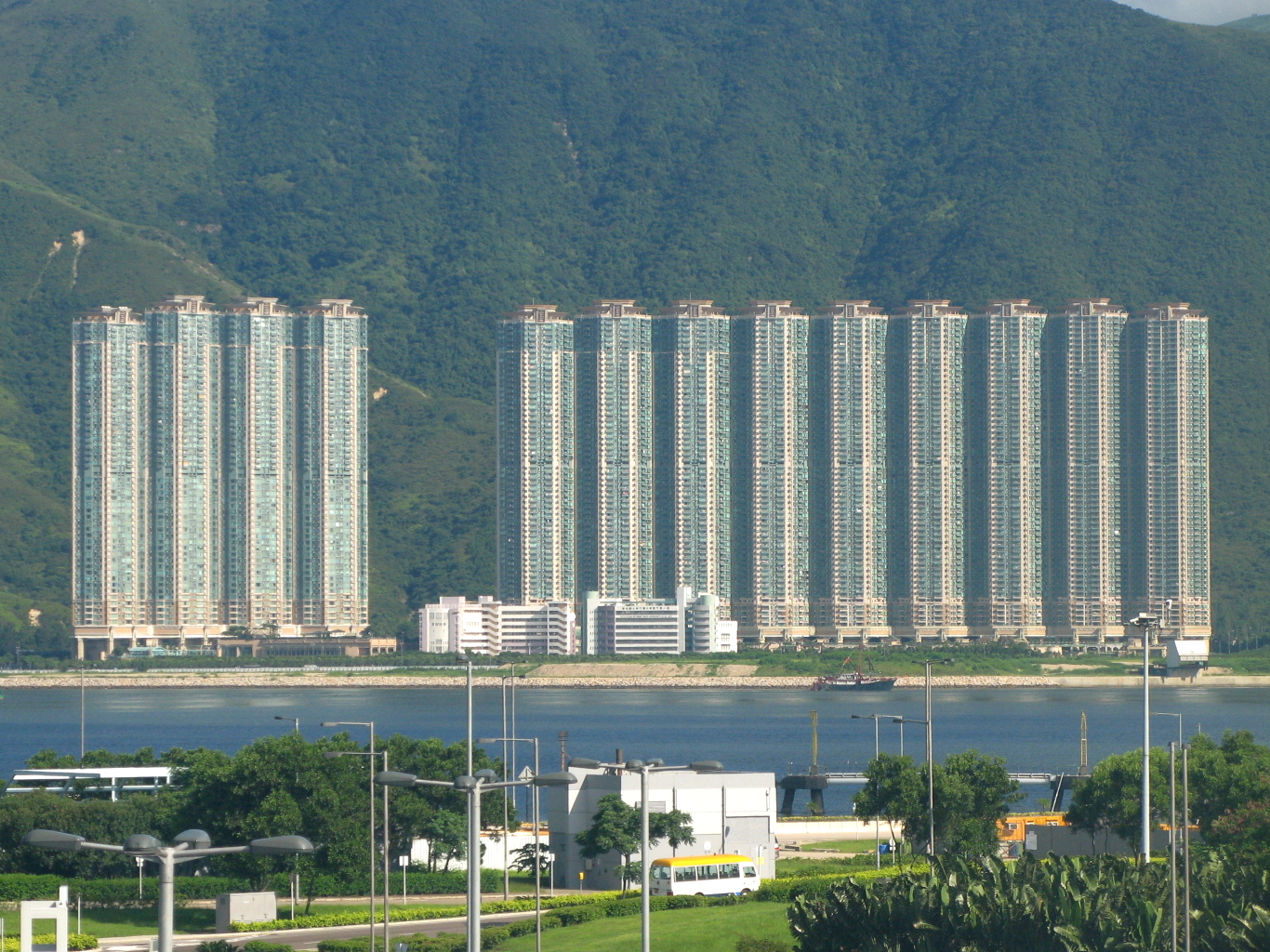
Một khu ổ chuột nhiều dãy nhà thẳng đứng ở Hong Kong. Với 56 tầng, cao nhất thế giới trước khi bị phá dỡ vào năm 2021

Nhà cao tầng là thể loại công trình có tên gọi chính xác là "nhà ở cao tầng" hay "cao ốc nhà ở". Với sự phân loại hiện nay của nhiều nước thì nhà cao tầng được chia theo số tầng cao đạt được theo các cấp 9-15 tầng, 15-25 tầng, 25-40 tầng, và trên 40 tầng thì được gọi là nhà chọc trời. Về thể loại công trình thì công trình này cùng với cao ốc có cách phân loại giống nhau do giống nhau về mặt hệ thống giao thông đứng: thang máy và hệ thống kỹ thuật phức tạp.

## Lịch sử

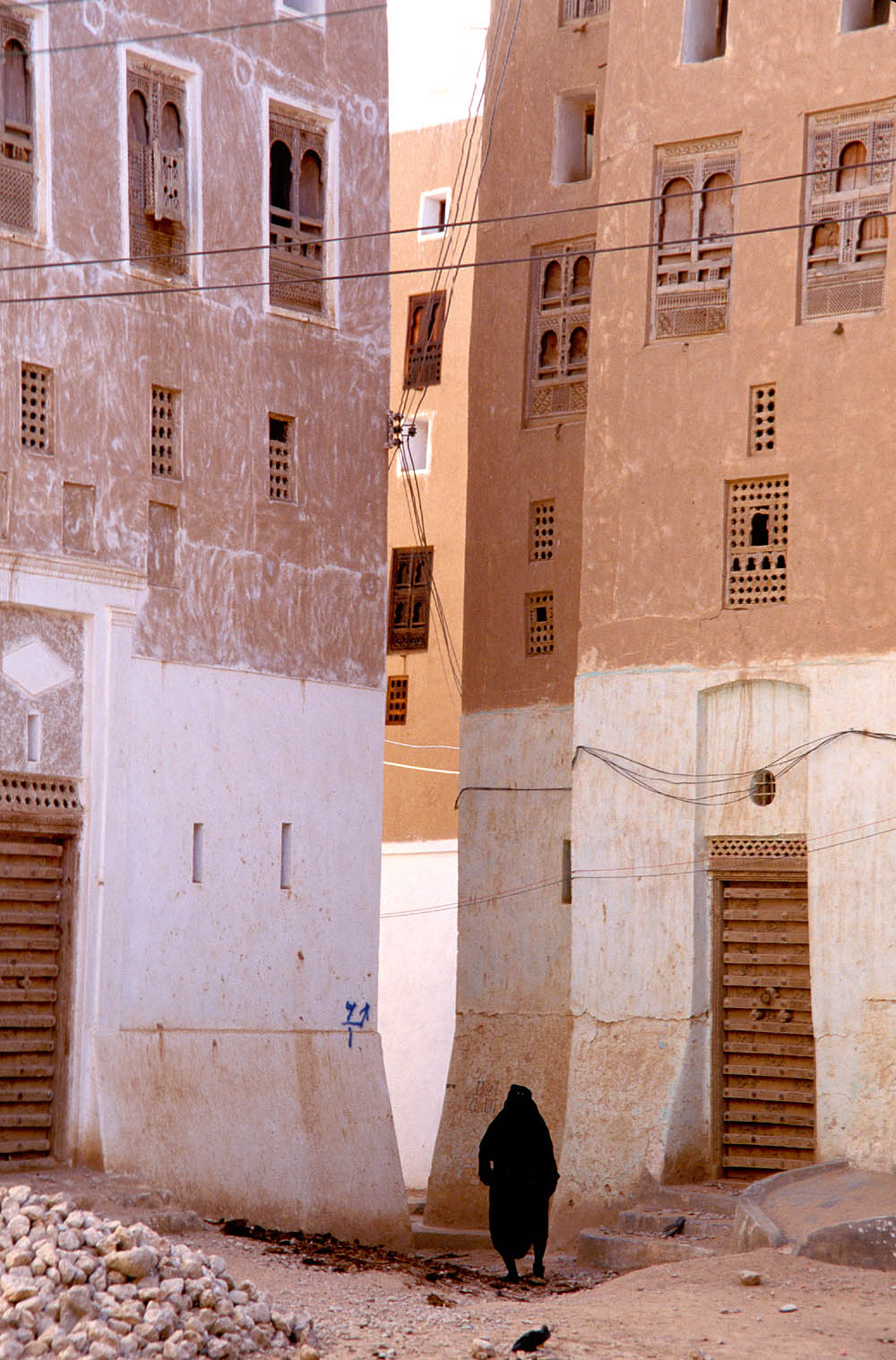
Các khối nhà ở Shibam, Yemen từ thế kỷ 16, và là một trong những tòa nhà xây bằng gạch bùn (mudbrick) cao nhất trên thế giới.

Nhà cao tầng đã có từ thời cổ đại: trong những khu phố (insulae) thời La Mã cổ đại và ở một vài thành phố thuộc đế chế La Mã, một số tòa nhà đã đạt đến 10 tầng hoặc cao hơn, và có tới 200 bậc thang. Bởi vì những nhà cao tầng (insulae) này được xây cất nghèo nàn và dễ sụp đổ, một vài hoàng đế La Mã, bắt đầu từ Augustus (khoảng 30 BC - 14 AD), đã đặt giới hạn chiều cao 20–25 mét cho nhà nhiều tầng, nhưng việc tuân thủ giới hạn này vẫn bị vi phạm, cho dù nguy cơ sụp đổ của chúng rất cao. Các tầng thấp hơn là nơi mở cửa hàng hoặc những gia đình giàu có sống ở đây, trong khi những tầng phía trên được những tầng lớp thấp hơn thuê lại. Những ghi chép từ các bản thảo Oxyrhynchus Papyri cho thấy nhà 7 tầng đã tồn tại ở các thị trấn thuộc đế chế La Mã, như ở thế kỷ 3 AD tại Hermopolis thuộc Ai Cập La Mã.
Giai đoạn Ai Cập Ả Rập, có kinh đô đầu tiên là Fustat. Thành phó này có nhiều nhà ở cao tầng, với những nhà 7 tầng có thể chứa hàng trăm người ở. Al-Muqaddasi ở thế kỷ 10 miêu tả chúng giống với các tháp giáo đường, và Nasir Khusraw ở đầu thế kỷ 11 ghi lại một số nhà cao tới 14 tầng, có vườn trên mái (roof garden) ở tầng trên cùng nhờ các bánh xe nước do bò kéo để tưới tiêu cho cây. Đến thế kỷ 16, Cairo cũng đã có chung cư cao tầng với 2 tầng phía dưới dùng cho thương mại và làm kho, những tầng phía trên để cho thuê hoặc nhà giàu ở.
Các đường chân trời của nhiều thành phố quan trọng thời Trung cổ đã bị lấn át bởi số lượng lớn các tháp cao với chức năng phòng thủ, nhưng cũng làm hình ảnh biểu trưng cho thành phố. Điển hình là các nhóm Tháp Bologna, với tháp cao nhất vẫn còn cho tới ngày nay là 97,2 m. Ở Florence, với nghị định 1215 quy định tất cả tòa nhà đô thị nên giảm chiều cao xuống dưới 26 m, và nghị định này ngay lập tức có hiệu lực. Ngay cả những thị trấn cỡ trung bình như San Gimignano cũng có tới 72 tháp và chiều cao lên tới 51 m.
Các khối nhà cũng đã được xây dựng ở thành phố Shibam thuộc Yemen trong thế kỷ 16. Những tòa nhà này đều được làm từ gạch bùn (mud bricks), khoảng 500 tòa nhà là những nhà tháp (tower house), với 5 đến 16 tầng, mỗi tầng có 1 hoặc 2 căn hộ. Kỹ thuật xây dựng này đã được triển khai để bảo vệ người dân khỏi các cuộc tấn công của Bedouin. Trong khi Shibam đã tồn tại gần 2.000 năm, phần lớn các nhà ở hiện nay được xây dựng từ thế kỷ 16. Thành phố này có những tòa nhà bằng bùn cao nhất trên thế giới, với chiều cao khoảng trên 30 mét. Shibam đã được gọi là "một trong những ví dụ cổ nhất và tốt nhất của quy hoạch đô thị dựa trên nguyên lý xây dựng thẳng đứng" hay là "Manhattan của sa mạc".